# Kyūdō
Kyūdō (弓道:きゅうどう?), que significa 'camino del arco largo', es el arte japonés de la arquería.

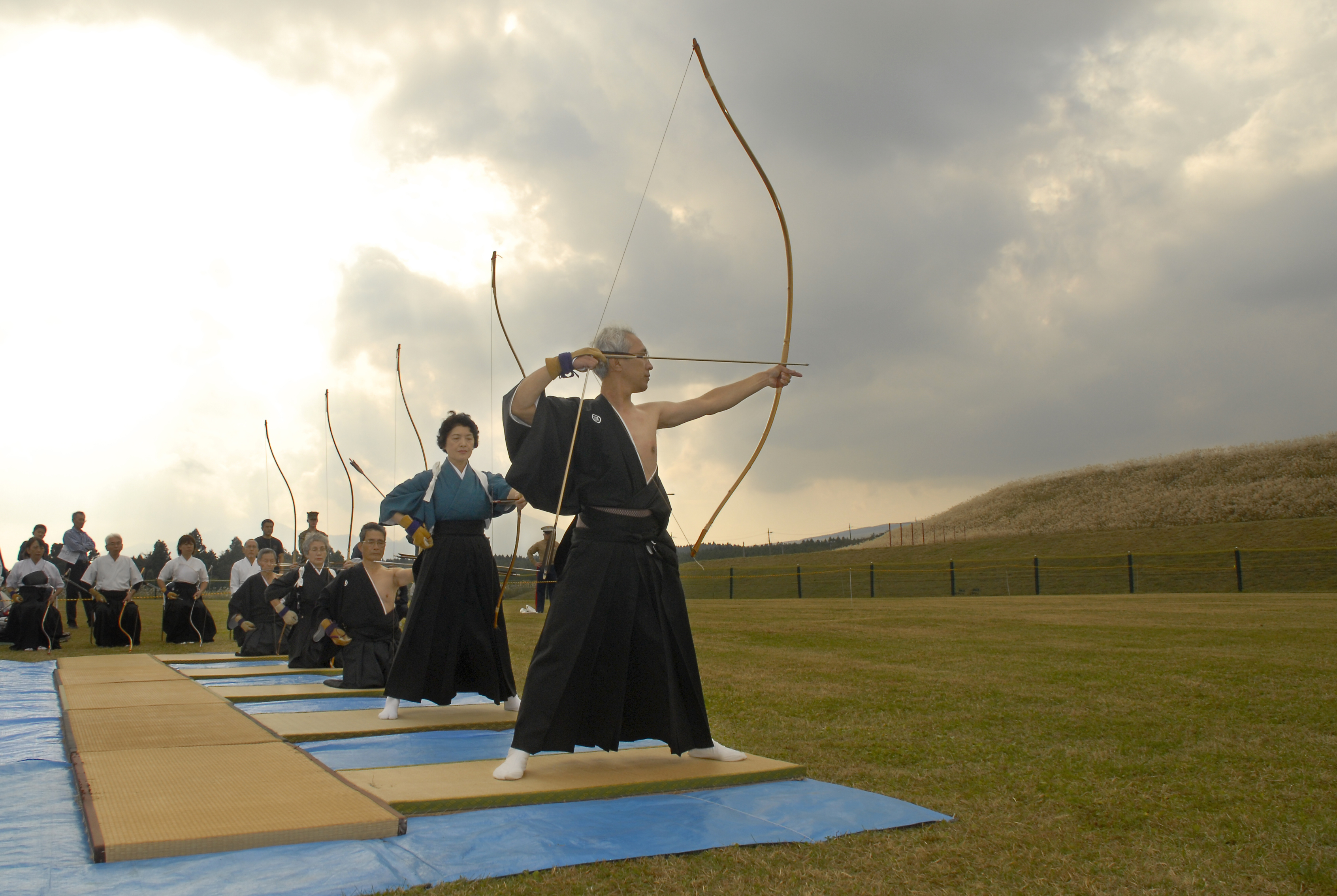
Demostración a cargo de miembros de la Asociación Gotemba Kyūdō.

Es un arte marcial japonés tradicional formativo o (gendai budō); no debe confundirse con el Yabusame, que es el tiro con arco a caballo, ni con el Kyūjutsu, que es únicamente la técnica del tiro.
Se estima que existen aproximadamente medio millón de practicantes del kyūdō; es practicado por hombres y mujeres de todas las edades.

## Propósito delkyūdō
En su forma más pura, el kyūdō es practicado como un arte y busca el desarrollo moral y espiritual del individuo. Muchos arqueros lo ven como deporte, pero la meta que los más devotos practicantes esperan alcanzar es seisha seichu, «tiro correcto es golpe correcto».
En el kyūdō, lo deseado es la acción única de expansión (nobiai) que resulta en un tiro liberado naturalmente. Cuando el espíritu y el balance del tiro son correctos, el resultado es que la flecha llega al blanco. Abandonarse a sí mismo completamente en el tiro es el objetivo espiritual. A este respecto, muchos practicantes creen que la competitividad, el examen y cualquier oportunidad que coloque al arquero en esta situación es importante; por el contrario, hay otros que evitan las competencias y exámenes de cualquier clase.

## Equipo
El yumi (arco japonés) es excepcionalmente largo (con aproximadamente dos metros), superando la altura del arquero (kyūdōka). Los yumi son tradicionalmente hechos de bambú, madera y piel, usando técnicas que no han cambiado en centurias, aunque algunos arqueros (particularmente aquellos novatos en el arte) pueden llegar a usar yumi sintéticos (madera laminada y forrada con fibra de carbón o vidrio). Incluso avanzados kyūdōka llegan a usar yumi  que ya no están hechos de bambú debido a la fragilidad del bambú en climas extremos.
"Ya" (flecha) eran tradicionalmente hechas de bambú, emplumadas ya fuese con plumas de águila o halcón. Muchas siguen siendo hechas con bambú hoy en día (aunque hay excepciones) y las plumas son en la actualidad obtenidas de especies que no están en peligro de extinción, como pavos o cisnes. Cada "ya" tiene un género (masculinas ya se llaman haya; femeninas ya son otoya); creado de las plumas de los lados alternos del ave, haya giran conforme a las manecillas del reloj y las otoya del lado contrario. La haya es la primera en ser tirada.
Los kyūdōka llevan un guante en la mano derecha, llamado yugake. Hay diferentes estilos de yugake, pero típicamente están hechos de piel de venado. Los practicantes pueden elegir entre un guante duro (con un endurecido pulgar) o un guante suave (sin el pulgar). Hay diferentes ventajas en ambos.

## Escuelas y ramas delkyūdō
El kyūdō puede dividirse en tres ramas y estilos. Estos son sus principales exponentes hoy en día:
- Kisha, arquería montada y ceremonial:
  - Takeda-ryu （武田流）, sitio de la Escuela Takeda-Ryu
  - Ogasawara-ryu （小笠原流）Escuela Ogasawara-Ryu

- Hosha, arquería a pie militar:
  - Heki-ryu （日置流）
  - Heki-ryū Chikurin-ha （竹林派）
  - Bishū Chikurin-ha （尾州竹林派）
  - Kishū Chikurin-ha（紀州竹林派）

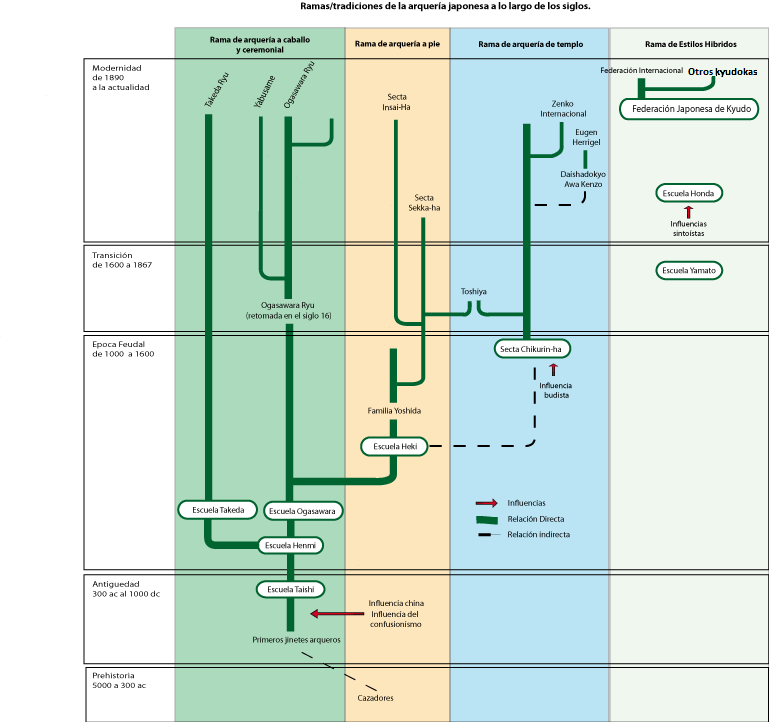
Imagen paint en donde se muestran las distintas ramas y escuelas que se fueron desarrollando en el Kyūdō desde su inicio hasta hoy.

  - Heki-ryū Insai-ha (alias. Heki Tō-ryū)（印西派）（日置当流）, secta Insai Ha
  - Heki-ryū Sekka-ha （雪荷派）
  - Heki-ryū Dōsetsu-ha （道雪派）
  - Honda-ryū （本多流）
  - Yamato-ryū （大和流）
- Dosha, arquería de templo.

- Arquería unificada:
Federación Japonesa de Kyūdō

## Enfoque ceremonial vs. funcional
La escuela Ogasawara se enfoca en la parte ceremonial del disparo, mientras que la escuela Heki se enfoca en la precisión y velocidad del disparo para las batallas.
Por su parte, la arquería de templo ha dejado a un lado la utilidad por un enfoque “espiritual” y deportivo en las competencias Toshiya. Las ramas híbridas como la federación, se enfocan en unir y estandarizar la enseñanza de estas técnicas.

## Estilo de disparo Shamen y Shomen
Existen dos estilos principales de manejar el arco. El estilo Shomen, usado por la rama Kisha y unificada, se caracteriza por levantar el arco delante del arquero. En el estilo Shamen usado predominantemente por la rama Hosha y Dosha, el arco se levanta por el costado del arquero.

## Kyūdōen la cultura popular
Los siguientes personajes ficticios practican kyūdō:
- Kaguya Shinomiya Kaguya-sama: Love is war
- Yona y Hak Akatsuki no Yona.
- Shimada Kambei de la película Los Siete Samuráis.
- Kikyō del anime InuYasha.
- Doumeki del anime y manga xxxHOLiC.
- Shirō Emiya,[1] Shinji[2] y Sakura Matō,[3] y Mitsuzuri Ayako[4] de Fate/stay Night.
- Suoh Takamura del anime y manga Clamp Gakuen Tanteidan.
- Naoji del anime y el juego Meine Liebe.
- Kaho Mizuki y Yukito del anime Card Captor Sakura son practicantes del kyūdō.
- Juna del anime Earth Girl Arjuna.
- Chikane Himemiya del anime Kannazuki no Miko.
- Umi Sonoda del anime Love Live!.
- Makoto Misumi del manga y anime TSUKIMICHI: Moonlit Fantasy
- Uryū Ishida del anime Bleach (manga) (luego utiliza diversos arcos distintos más pequeños).
- Todos los personajes principales del anime Tsurune: kazemai koukou kyuudoubu
- Yoko Tsuno de la historieta homónima del francés Roger Leloup.
- Takaki Tono, protagonista de la película 5 centímetros por segundo practica este arte en la segunda parte de la película.
- Connor Hawke (DC Comics), segundo Green Arrow e hijo de Oliver Queen, creció en un monasterio de kyūdō.
- Shado (DC Comics), es una asesina experta en esta práctica, y amante de Green Arrow.